# Spoorlijn Saint-Agne - Auch
De spoorlijn Saint-Agne - Auch is Franse spoorlijn van Toulouse naar Auch. De lijn is 83,2 km lang en heeft als lijnnummer 648 000.

## Geschiedenis
De lijn werd geopend door de Compagnie des Chemins de fer du Midi op 22 oktober 1877. Tussen 1939 en 1943 was de lijn gesloten voor personenvervoer.

### Tracéwijziging
In 1967 werd ter hoogte van Colomiers een nieuwe tracé in gebruik genomen in het kader van de herinrichting van het centrum. 

## Treindiensten
De SNCF verzorgt het personenvervoer op dit traject met TER treinen.
| Serie      | Treinsoort | Route | Bijzonderheden |
| ---------- | ---------- | --- | -------------- |
| TER 870300 | TER (SNCF) | Toulouse-Matabiau – Toulouse-Saint-Agne – Gallieni-Cancéropôle – Toulouse-Saint-Cyprien-Arènes – Colomiers – Colomiers-Lycée International – Pibrac – L'Isle-Jourdain – Auch |                |
| TER 870400 | TER (SNCF) | Toulouse-Matabiau – Toulouse-Saint-Agne – Gallieni-Cancéropôle – Toulouse-Saint-Cyprien-Arènes – Colomiers – Colomiers-Lycée International – Pibrac – L'Isle-Jourdain        |                |
| TER 870500 | TER (SNCF) | Toulouse-Saint-Cyprien-Arènes – Colomiers |                |

## Aansluitingen
In de volgende plaatsen is of was er een aansluiting op de volgende spoorlijnen:
Saint-Agne
RFN 650 000, spoorlijn tussen Toulouse en Bayonne
Auch
RFN 646 000, spoorlijn tussen Eauze en Auch
RFN 647 000, spoorlijn tussen Bon-Encontre en Vic-Bigorre